# Asarum tongjiangense
Asarum tongjiangense är en piprankeväxtart som beskrevs av Z.L. Yang. Asarum tongjiangense ingår i släktet hasselörter, och familjen piprankeväxter. Inga underarter finns listade i Catalogue of Life.